# British Ice Hockey Association
 British Ice Hockey Association bildades 1913 och kontrollerade den organiserade ishockeyn i Storbritannien fram till 1999, för att sedan ersättas av Ice Hockey UK. Storbritannien inträdde den 19 november 1908 i IIHF.
Förbundet bildades av klubbarna Cambridge University, Manchester, Oxford Canadians, Princes och Royal Engineers.

## Ordföranden
- Major B M "Peter" Patton – 1913–34
- Philip Vassar Hunter CBE – 1934–58
- Sir Victor Tait KBE – 1958–71
- John F "Bunny" Ahearne – 1971–82
- Frederick Meredith – 1982–98
- John Fisher – 1998–99

### Fotnoter
1. ↑  ”Great Britain”. International Ice Hockey Federation. http://www.iihf.com/iihf-home/countries/great-britain.html. Läst 9 april 2012.